# Ape (novads)
Ape est un novads de Lettonie, situé dans la région de Vidzeme. Cette unité administrative est créée lors de la réforme administrative de la Lettonie de 2009, en réunissant les territoires d'Alūksnes rajons, Apes pagasts, Gaujienas pagasts, Trapenes pagasts et Virešu pagasts. Le centre administratif se trouve dans la ville de Ape. En 2009, sa population est de 4 379 habitants.

## Patrimoine protégé
On recense à Ape, 29 sites et monuments d'importance locale et 33 d'importance nationale. L'ensemble architectural du domaine de Gaujiena (Gaujienas muiža), le château de Zvārtava (Zvārtavas pils) et le musée de Jazeps Vitols situé à Anniņas en sont les plus connus.
Les objets du patrimoine naturel les plus remarquables sont les rochers Raganu klintis sur la Vaidava et le bloc erratique surnommé Akmeņkalnu Dižakmens à la frontière entre Puzes pagasts et Dundagas pagasts.